# Amukta Island
Amukta Island se nachází ve středních Aleutských ostrovech, jihozápadně od ostrova Čagulak, ostrov Amukta je nejzápadnějším z Ostrovů čtyř hor. Dominuje mu symetrický činný stratovulkán Amukta o průměru 7,7 kilometrů a nadmořské výšce 957 metrů. Sopka má kráter o průměru 400 metrů. Na severozápadním pobřeží se nachází škvárový kužel.

## Sopečná aktivita

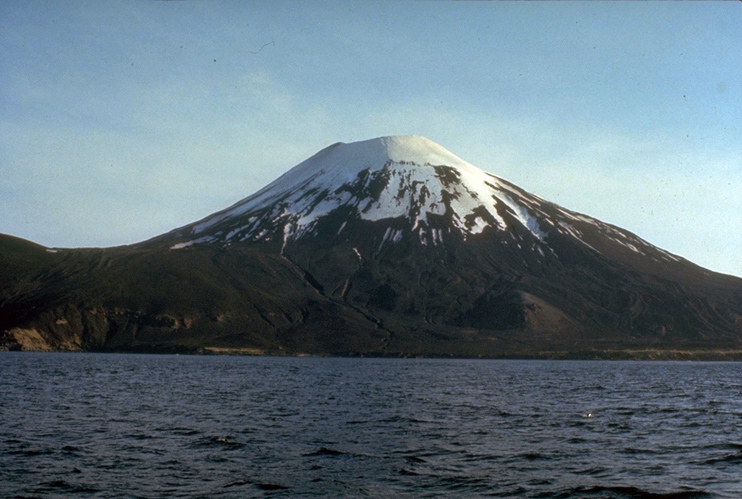
Sopečný kužel

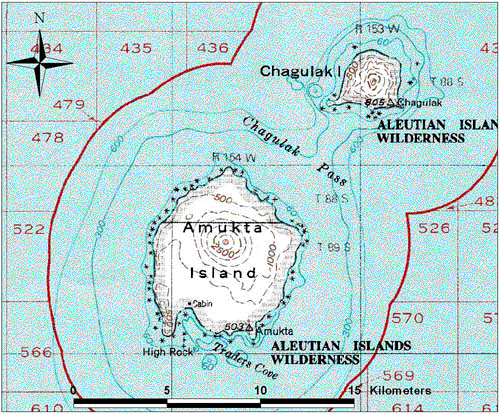
Mapa ostrova Amukta

Dobře zdokumentované zprávy o aktivitě sopky v minulosti jsou řídké. Historické záznamy ukazují na erupce od června 1786 až do roku 1791, při které bylo vyvrženo několik milionů kubických metrů tefry, a na erupci v roce 1878. 
Během erupce 13. února 1963 byl z centrálního kráteru a bočních kuželů vyvržen jak popel, tak láva. Pozorovací podmínky však byly velmi špatné kvůli mlze, ale proud lávy bylo možné pozorovat při vstupu do moře ze západní strany kráteru v Traders Cove. 
Koncem srpna a začátkem září 1987 pilot dopravního letadla pozoroval 10,5 kilometrů vysoký mrak popela nad ostrovem Amukta. Další zprávy o oblacích popela přišly od pilotů 4. května.a 18. září 1987. 

Začátkem července 1996 nedaleko plující loď ohlásila 1 kilometr vysoký oblak popela a kouře a na 3. března 1997 došlo v centrálním kráteru sopky k explozivní erupci sopky.